# Coal Valley (Illinois)
Coal Valley ist ein Village am Rock River südöstlich von Moline im US-amerikanischen Bundesstaat Illinois. Es liegt sowohl im Rock Island County als auch im Henry County. Das U.S. Census Bureau hat bei der Volkszählung 2020 eine Einwohnerzahl von 3.873 ermittelt.
Coal Valley wurde 1856 besiedelt, als in der Gegend Kohlevorkommen entdeckt wurden. Es wurde 1876 amtlich als Village eingetragen und erhielt seinen Namen von der Coal Valley Mining Company.

## Geschichte
Die ersten Siedler in Coal Valley waren Fallensteller und Farmer, die aus Wales, England, Irland, Deutschland und Schweden stammten.
Die Coal Valley Mining Company wurde 1856 gegründet. Die Boomjahre des Kohlebergbaus im Coal Valley waren von den 1850er bis etwa Mitte der 1870er Jahre. Im Laufe der Jahre zogen weitere Bergbauunternehmen ein. 1942 endete der Kohlebergbau in der und um diese Gemeinde.
Im März 1876 wurde die formelle Gründung des Dorfes Coal Valley beschlossen. Im Mai 1892 folgte eine von 28 Bürgern von Coal Valley unterzeichnete Petition, in der die Errichtung eines Rathauses gefordert wurde. Die Halle wurde identisch mit dem Rathaus von Orion gebaut. Die Arbeiten begannen im September und zu Thanksgiving war das Gebäude fertig. Im Januar 1893 wurde die Halle offiziell eingeweiht. Die Gesamtkosten lagen unter 3.000 US-Dollar.
Zum Transport der geförderten Kohle errichtete die Coal Valley Mining Company bereits in ihren ersten Betriebsjahren eine Bahnstrecke über Milan ins nahegelegene Rock Island, wo Anschluss an die Chicago, Rock Island and Pacific Railroad (CRI&P) bestand. 1871 wurde diese Strecke von der Peoria and Rock Island Railroad (P&RI) übernommen und Teil der Verbindung zwischen den beiden namensgebenden Orten. Die P&RI wurde wiederum 1903 durch die CRI&P erworben, die den Streckenabschnitt von Milan über Coal Valley nach Orion 1941 stilllegte.
Im April 1900 kaufte die Dorfverwaltung ein Feuerwehrauto und einen Schlauchwagen für 875 US-Dollar. Im November 1900 kaufte die Dorfverwaltung das Grundstück und baute eine einstöckige Feuerwache.
1929 wurde der Bau des Highway 150 durch Coal Valley abgeschlossen und 1933 bis nach Orion nach Osten verlängert.
Im Jahr 1939 wurde die Coal Valley High School für 70.000 US-Dollar gebaut und im Herbst wurden 46 Schüler eingeschrieben. Die Coal Valley High School wurde 1952 aufgelöst und als Mittelschule weitergenutzt, und Schüler der High School besuchten die neue High School in Moline.

## Trivia
2022 erklärte die North American Vexillological Association die Flagge von Coal Valley zu einer der 25 vexillologisch schlechtesten der USA.